# Гірсовський кар'єр
Гі́рсовський кар'єр (рос. Гирсовский каръер) — селище у складі Юр'янського району Кіровської області, Росія. Входить до складу Гірсовського сільського поселення.
Населення становить 43 особи (2010, 25 у 2002).
Національний склад станом на 2002 рік — росіяни 100 %.